# 斯柯達Superb

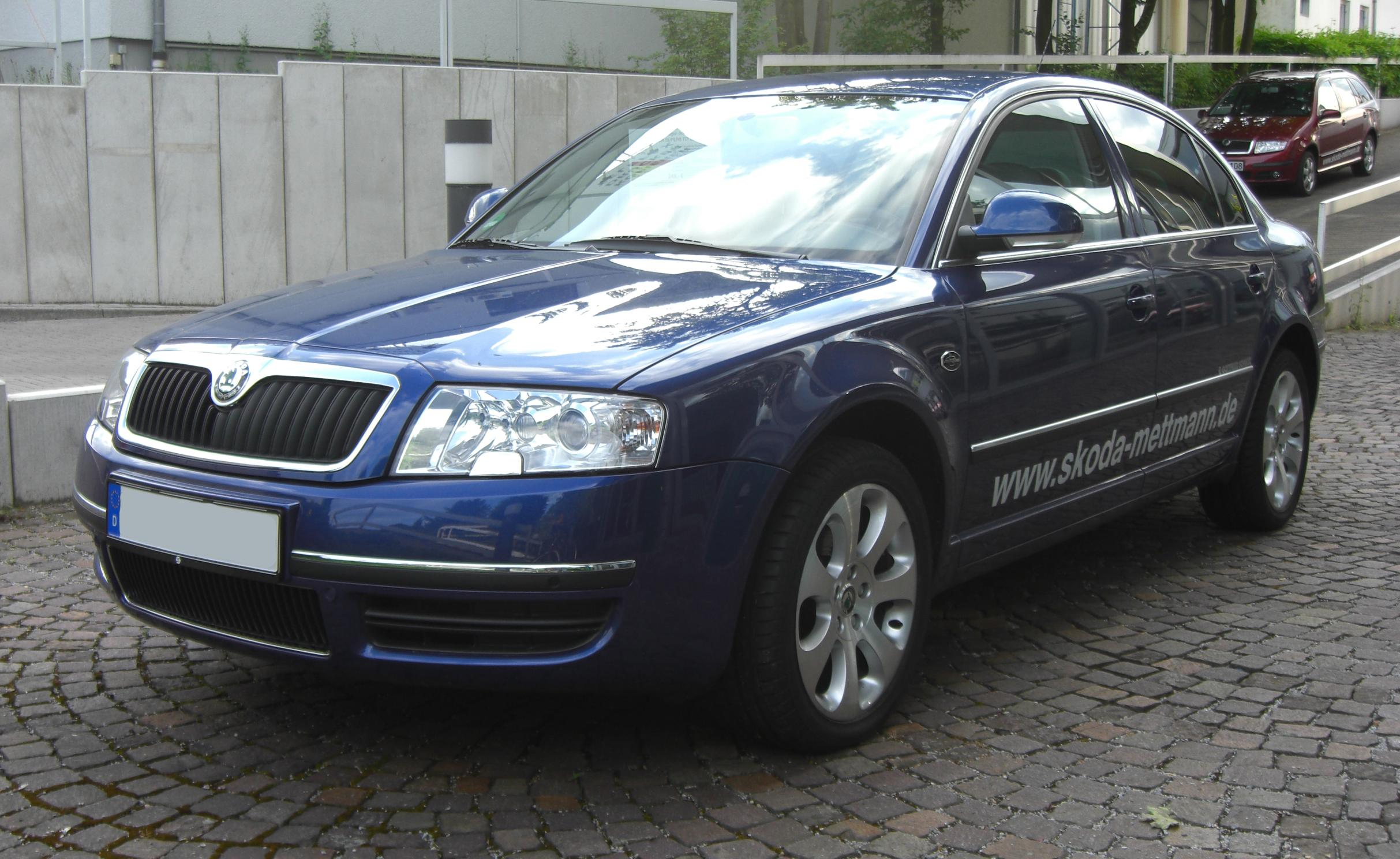
第一代

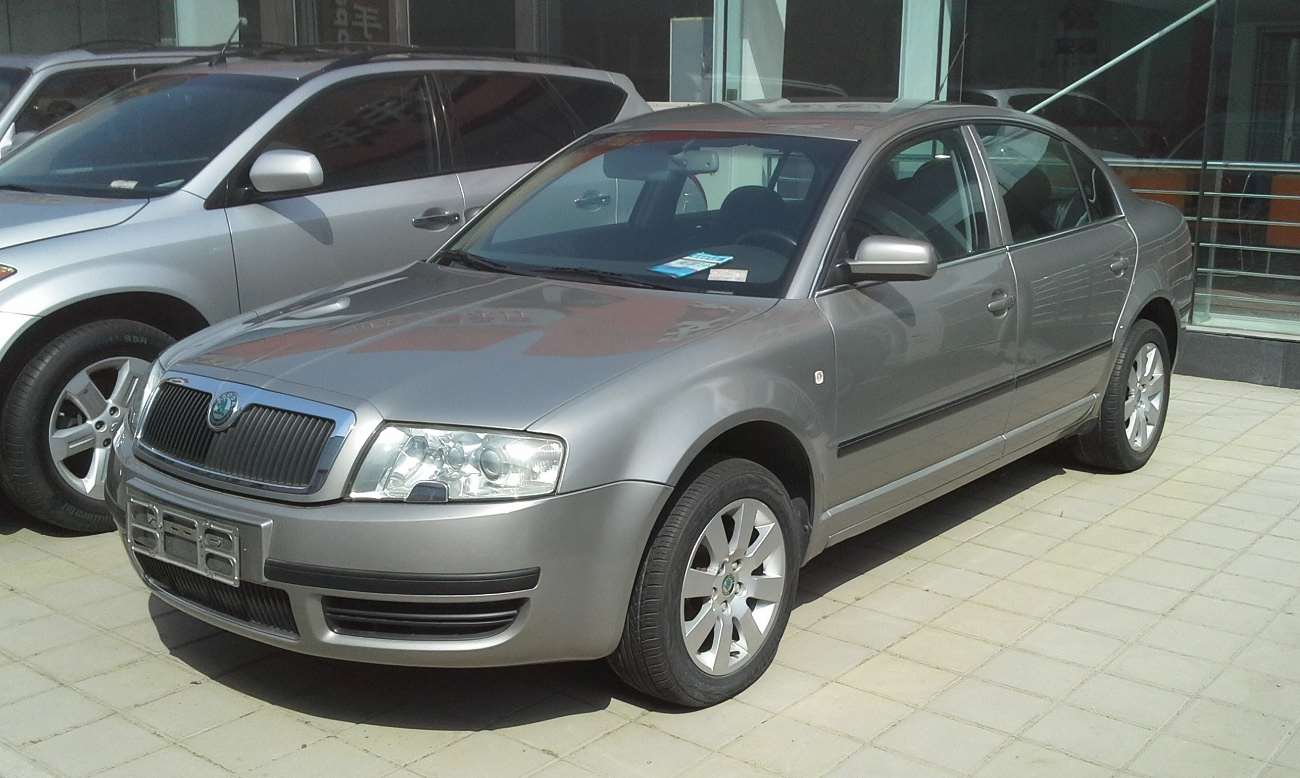
第一代

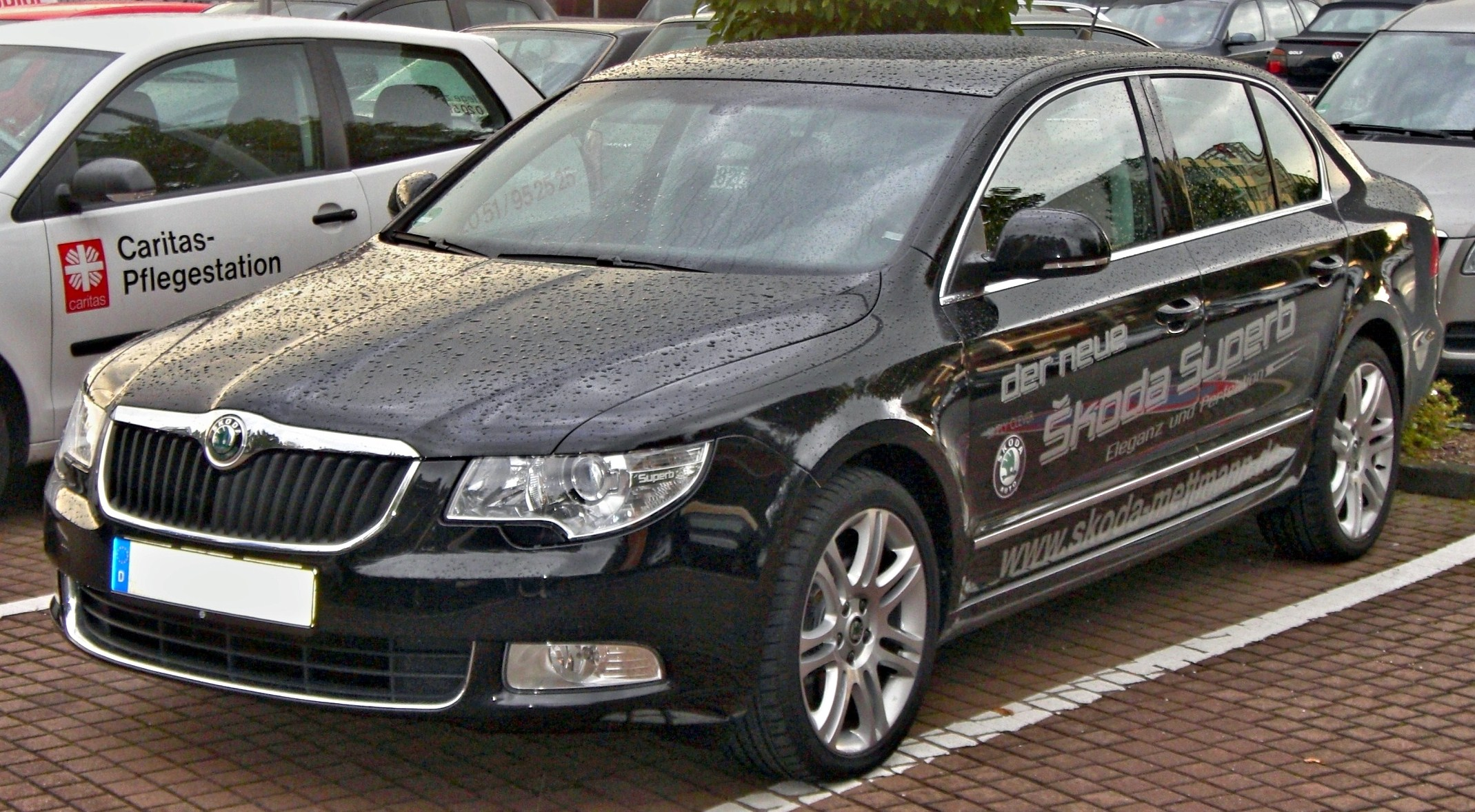
第二代

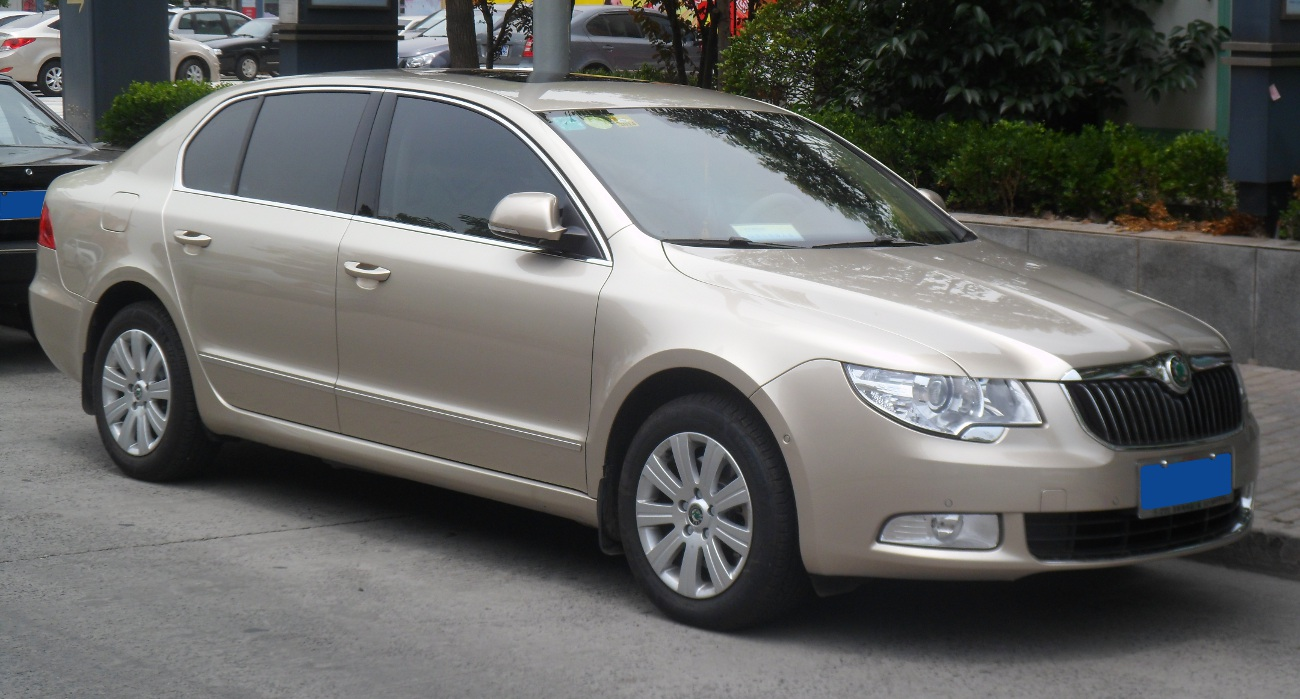
第二代

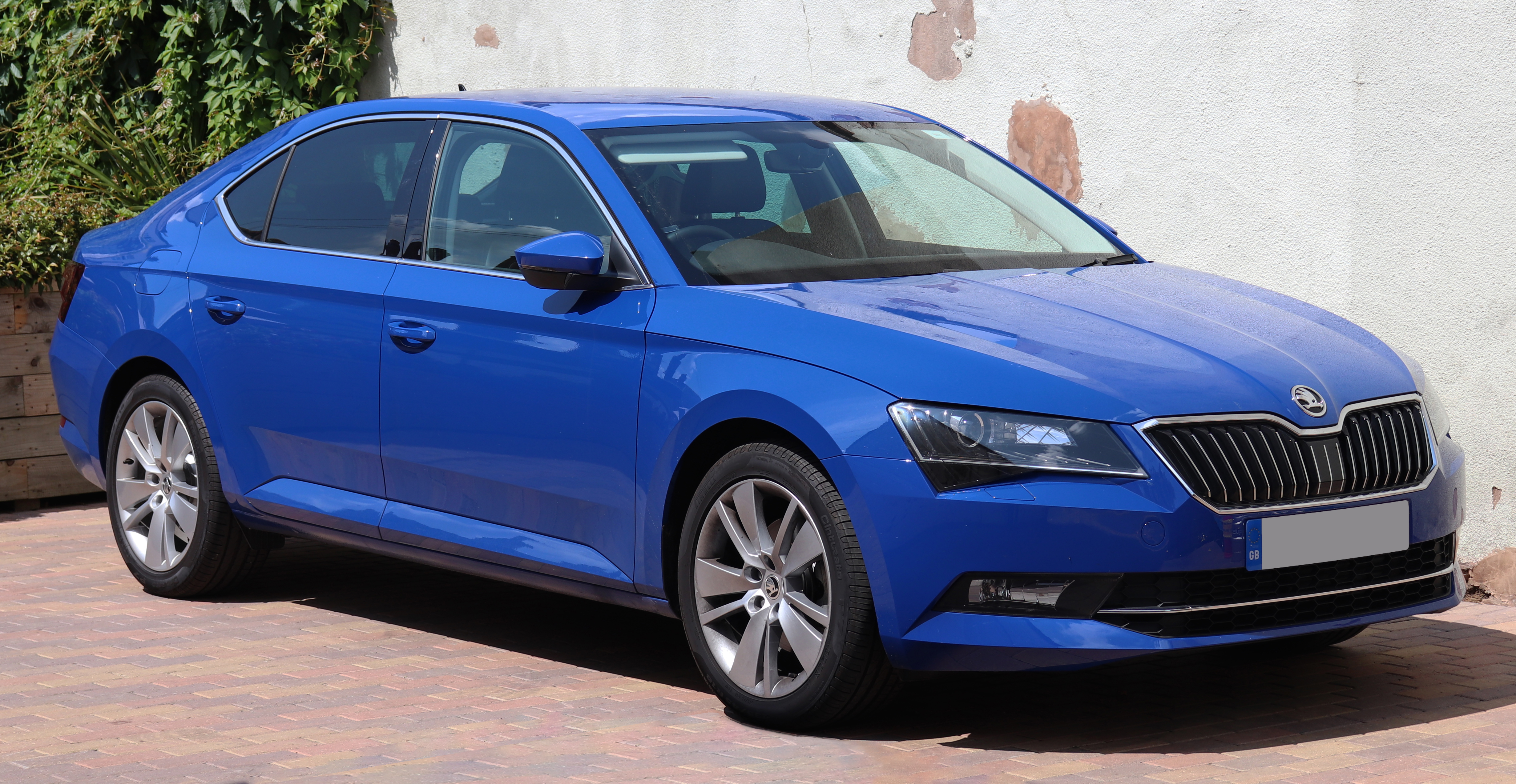
第三代

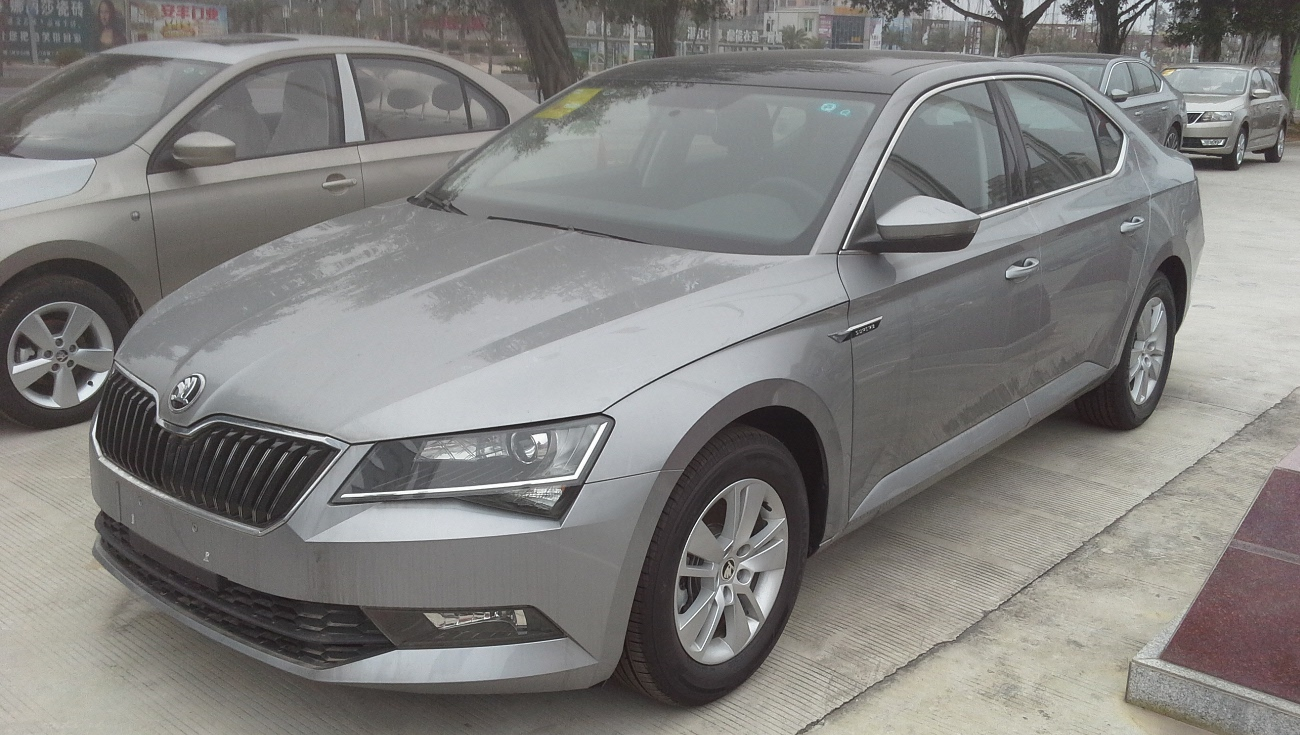
第三代

斯柯达速派（Škoda Superb），2013年第二代车型小改款之前在华曾称为斯柯达昊锐，是大众集团旗下捷克汽車品牌斯柯达汽车推出的一款中型汽车。